# Élections législatives salvadoriennes de 2006

Répatition des sièges à l'issue des élections. L'ARENA est en bleu foncé, le FMLN en rouge, le PCN en bleu clair, le PDC en vert et le Cambio Democrático en jaune.

Les élections législatives salvadoriennes de 2006 ont eu lieu le 12 mars 2006.

## Résultats
| Partis                                                                | Votes     | %     | Sièges |
| --------------------------------------------------------------------- | --------- | ----- | ------ |
| ARENA (Alianza Republicana Nacionalista): conservateur/libéral        | 620,117   | 39.4  | 34     |
| FMLN (Frente Farabundo Martí de Liberación Nacional): gauche radicale | 624,635   | 39.7  | 32     |
| PCN (Partido de Conciliación Nacional): conservateur                  | 172,341   | 11,0  | 10     |
| PDC (Partido Demócrata Cristiano): démocrate-chrétien                 | 106,509   | 6,8   | 6      |
| Cambio Democrático: social-démocrate                                  | 48,661    | 3,1   | 2      |
| Total                                                                 | 1,573,779 | 100.0 | 84     |
| source: adam-carr.net                                                 |           |       |        |

- Cet article est partiellement ou en totalité issu de l'article intitulé « Politique au Salvador » (voir la liste des auteurs).